# 米哈伊尔·瓦西里耶维奇·伊格纳季耶夫
米哈伊尔·瓦西里耶维奇·伊格纳季耶夫（俄語：Михаи́л Васи́льевич Игна́тьев，1962年1月8日—2020年6月18日），俄羅斯政治家。他於2010年8月28日當選楚瓦什共和國第二任總統，並於翌日正式就任。2012年1月1日，楚瓦什共和國總統這一職位被更名為楚瓦什共和國首腦。2015年6月9日，他結束第一次任期，被俄羅斯總統弗拉基米尔·普京任命為代理首腦，隨後他於9月13日成功連任。
2020年1月18日，伊格纳季耶夫在國家新聞日的致辭上呼籲「消滅」批評政府的記者。
1月28日，他被統一俄羅斯黨開除黨籍。翌日，普京罷免他的首腦職務，由奧列格·尼古拉耶夫代行職權。5月20日，他認為普京的解職行為涉嫌違法，向俄羅斯最高法院提起訴訟。他的訴訟於5月21日獲得接受，預計於6月30日舉行現場聽證會。然而在5月27日，他因雙側肺炎住院，肺部大面積受損。6月18日，伊格纳季耶夫在感染2019冠狀病毒病後，因心力衰竭在聖彼得堡一家醫院死亡。